# Alpineskiën op de Olympische Winterspelen 1936
Alpineskiën is een van de sporten die beoefend werden tijdens de Olympische Winterspelen 1936 in Garmisch-Partenkirchen.

## Heren

### Combinatie
| rang   | sporter(s)            | land | punten |
| ------ | --------------------- | ---- | ------ |
| Goud   | Franz Pfnür           | GER  | 99.25  |
| Zilver | Gustav Lantschner     | GER  | 96.26  |
| Brons  | Émile Allais          | FRA  | 94.69  |
| 4      | Birger Ruud           | NOR  | 93.38  |
| 5      | Roman Wörndle         | GER  | 91.16  |
| 6      | Rudolf Cranz          | GER  | 91.03  |
| 7      | Giacinto Sertorelli   | ITA  | 90.39  |
| 8      | Alf Konningen         | NOR  | 90.06  |
|        |                       |      |        |
|        | Raymond de Braconnier | BEL  | DNF    |
|        | Werner de Spoelberch  | BEL  | DNF    |
|        | Jacques Peten         | BEL  | DNF    |
|        | Charles Bracht        | BEL  | DNF    |

## Dames

### Combinatie
| rang   | sporter(s)                          | land | punten |
| ------ | ----------------------------------- | ---- | ------ |
| Goud   | Christl Cranz                       | GER  | 97.06  |
| Zilver | Käthe Grasegger                     | GER  | 95.26  |
| Brons  | Laila Schou Nilsen                  | NOR  | 93.48  |
| 4      | Erna Steuri                         | SUI  | 92.36  |
| 5      | Hadi Pfeiffer                       | GER  | 91.85  |
| 6      | Lisa Resch                          | GER  | 88.74  |
| 7      | Johanne Dybwad                      | NOR  | 85.90  |
| 8      | Jeanette Kessler                    | GBR  | 83.97  |
|        |                                     |      |        |
| 14     | Gratia Schimmelpenninck van der Oye | NED  | 76.09  |

## Medaillespiegel
| rang | land      | goud | zilver | brons | totaal |
| ---- | --------- | ---- | ------ | ----- | ------ |
| 1    | Duitsland | 2    | 2      | 0     | 4      |
| 2    | Frankrijk | 0    | 0      | 1     | 1      |
| 2    | Noorwegen | 0    | 0      | 1     | 1      |
|      |           | 2    | 2      | 2     | 6      |